# Makalata
A Makalata az emlősök (Mammalia) osztályának a rágcsálók (Rodentia) rendjébe, ezen belül a tüskéspatkányfélék (Echimyidae) családjába tartozó nem.
Egyes rendszerezők nem ismerik el külön nemnek, fajait áthelyeznék egyéb nemekbe.

## Rendszerezés
A nembe az alábbi 4 faj tartozik:
- Makalata didelphoides (Desmarest, 1817) - típusfaj; szinonimája: Makalata armata
- Makalata macrura (Wagner, 1842) - szinonimája: Echimys macrurus
- Makalata obscura Wagner, 1840
- Makalata rhipidura (Thomas, 1928) - szinonimája: Echimys rhipidurus